# Lorepa Wangchug Tsöndru
| Tibetische Bezeichnung                          |
| ----------------------------------------------- |
| Wylie-Transliteration: rgyal tsha rin chen mgon |
| Chinesische Bezeichnung                         |
| Vereinfacht: 洛热巴•旺秀尊哲                    |
| Pinyin:Luoreba Wangxiu Zunzhe                   |

Lorepa Wangchug Tsöndru (tib.: lo ras pa dbang phyug brtson 'grus; geb. 1187; geb. 1250) war der Gründer der Unteren Drugpa-Tradition (smad 'brug) der Drugpa-Kagyü-Schule des tibetischen Buddhismus. Er war Schüler von Tsangpa Gyare Yeshe Dorje (gtsang pa rgya ras ye shes rdo rje; 1161–1211).
Jamyang Gönpo ( 'jam dbyangs mgon po) zählte zu seinen berühmten Schülern.